# 淑儀慎氏 (朝鮮德宗)

淑仪慎氏（：／；—1476年），本贯居昌慎氏，朝鲜懿敬世子（德宗）的后宫嫔御，为义禁府都事慎先庚与其正妻清州韩氏之女。世祖二年（1456年，明景泰七年）八月二十三日与权氏、尹氏一同被册为世子昭训，同年十月十九日入宫。入宫仅一年懿敬世子即逝。成宗年间，以德宗后宫的身份被加封为淑仪，成宗七年（1476年，明成化十二年）五月十六日薨逝，终年四十。无子。